# Paphiopedilum insigne
Paphiopedilum insigne es una especie  de la familia de las orquídeas. Es un endemismo de la India que se encuentra en Assam y Meghalaya. Es la especie tipo del género Paphiopedilum.

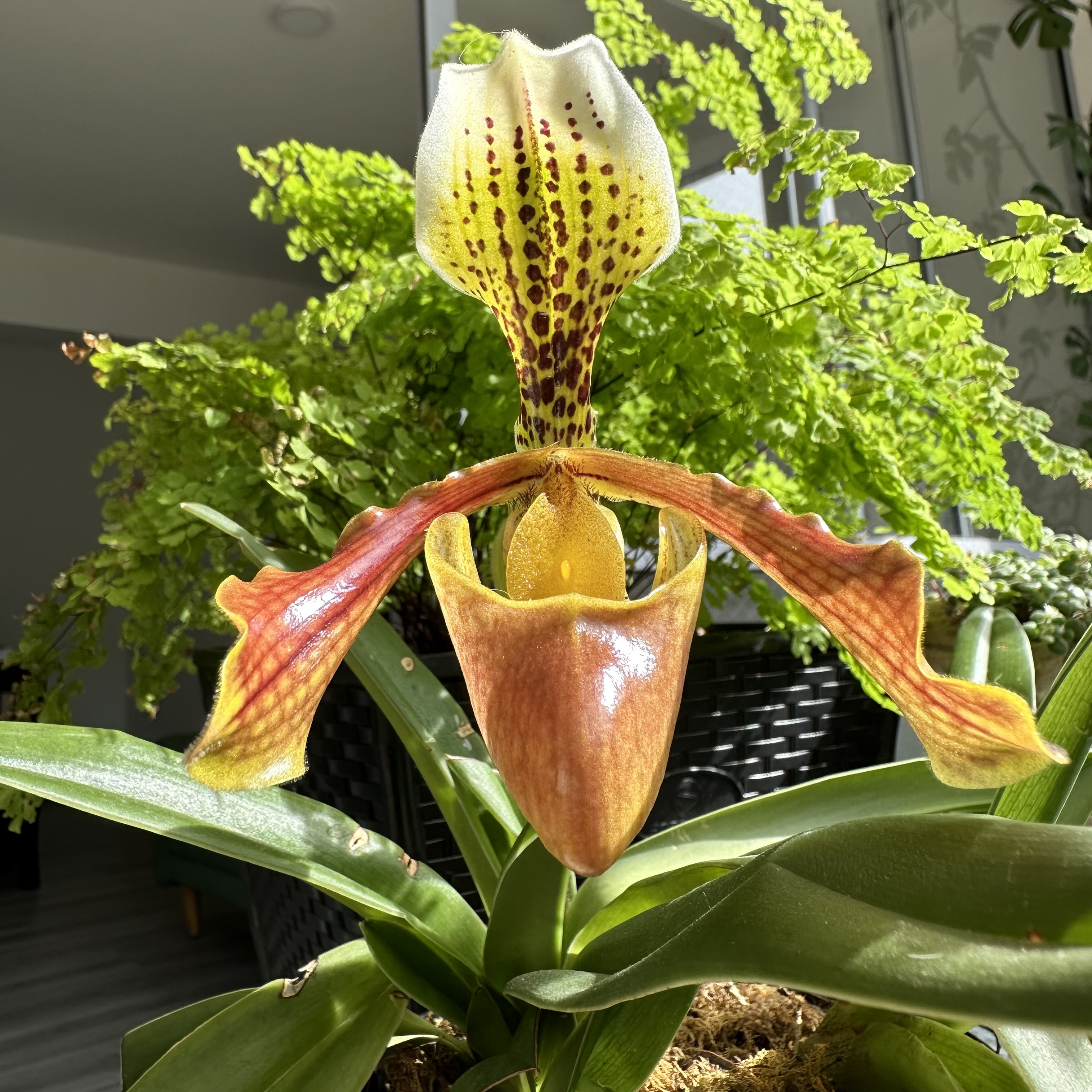
Paphiopedilum Insigne florecida

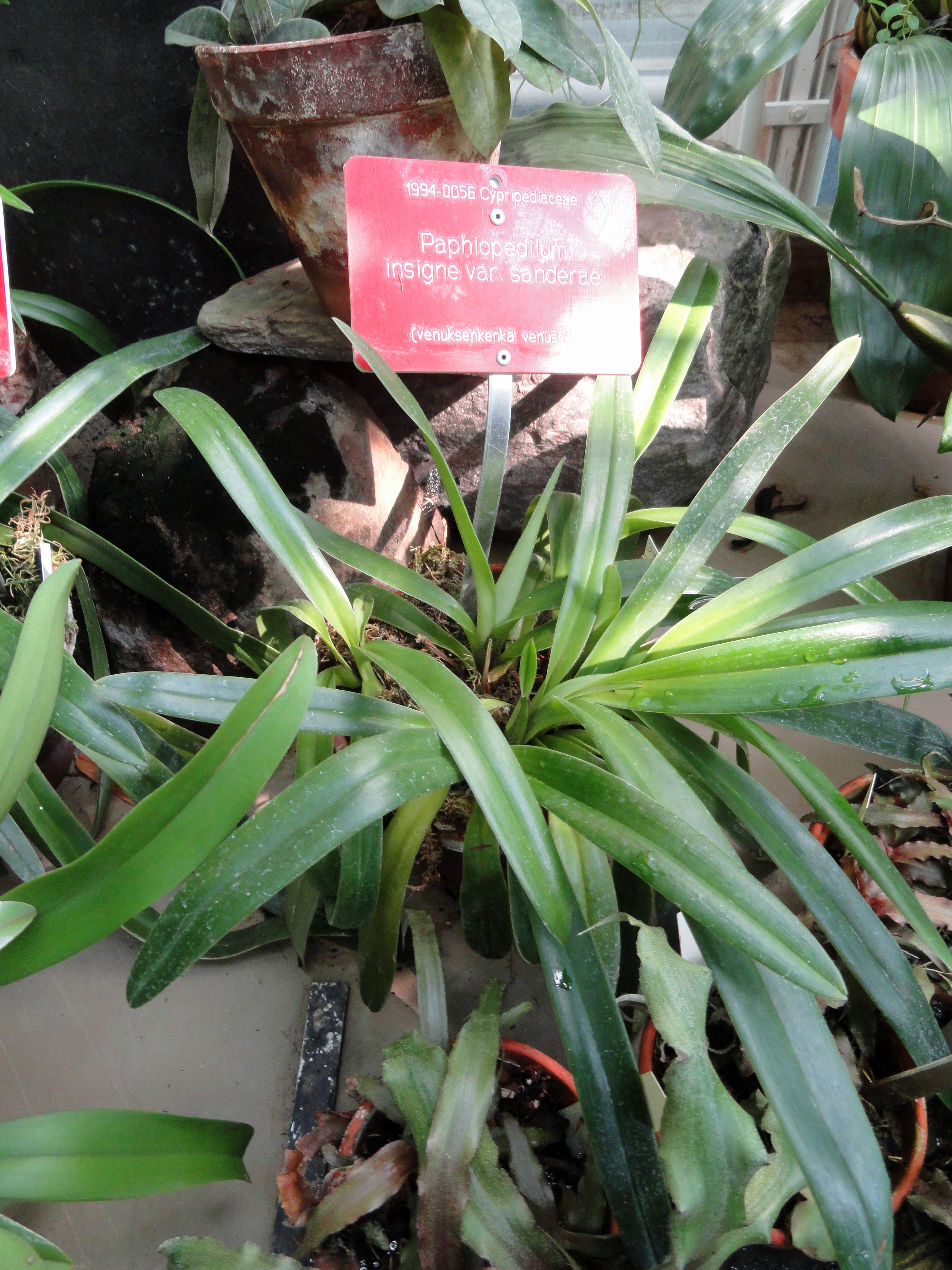
Vista de la planta

## Descripción
Es una orquídea de tamaño pequeño y mediano, prefiere clima fresco, con hábito de epífita que tiene de 5 a 6 hojas en forma de cinta, hojas verdes claras que son bilobuladas. Florece en el otoño y el invierno en una inflorescencia terminal, erecta, de hasta 30 cm de largo, con una o dos flores de color verde oscuro marrón, púrpura con brácteas ovadas, pubescentes. No necesita un descanso de invierno. Esta especie se ha utilizado ampliamente en la hibridación.

## Distribución y hábitat
Se encuentran en afloramientos de piedra caliza a una altitud de 1000 a 2000 metros en la India, Bangladés y Nepal.

## Taxonomía
Paphiopedilum insigne fue descrita por (Wall. ex Lindl.) Pfitzer y publicado en Morph. Stud. Orchideenbl. 11. 1886.
Etimología
El nombre del género viene de « Cypris», Venus, y de "pedilon" = "zapato" ó "zapatilla" en referencia a su labelo inflado en forma de zapatilla.
insigne; epíteto latino que significa "notable, destacable".
Sinonimia
- Cypripedium insigne Wall. ex Lindl. (basónimo)
- Cordula insignis (Wall. ex Lindl.) Raf.
- Cypripedium insigne var. sanderae Rchb.f.
- Cypripedium insigne var. sanderianum Rolfe
- Paphiopedilum macfarlanei F.G.Mey.
- Paphiopedilum insigne f. sanderae (Rchb.f.) O.Gruss & Roeth
- Paphiopedilum insigne f. sanderianum (Rolfe) O.Gruss & Roeth[4]
- Cordula insignis (Wall. ex Lindl.) Raf.
- Cypripedium chantinii auct.
- Cypripedium maulei auct.[5][1]